# Bayfront Park
Bayfront Park é um parque público urbano, localizado em Downtown, Miami, Flórida, Estados Unidos. Possuí uma área de 999.999 m².

## História
O parque começou a ser construído em 1924, sendo desenhado por Henry Warren Manning e inaugurado oficialmente em meados de 1925.   A partir de 1980, foi remodelado sobre os planos da paisagem nipo-americano pelo arquiteto Isamu Noguchi. Hoje ele é gerenciado e mantido pelo Bayfront Park Management Trust, um órgão público que gere todos os parques em Miami. O Bayfront Park é limitado ao norte pelo Bayside Marketplace e American Airlines Arena, ao sul por Chopin Plaza, no oeste pela Biscayne Boulevard e leste pela Baía Biscayne.

### Atentado contra Roosevelt
Em 15 de Fevereiro de 1933, o eleito presidente Franklin Roosevelt escapou de uma tentativa de assassinato quando fazia um discurso no Bayfront Park.

## Eventos
Bayfront Park é palco para muitos eventos, hospeda a celebração do "America's Birthday Bash", durante o Dia da Independência, que em 2011 atraiu mais de 60.000 visitantes.
O parque também abriga as comemorações oficiais do Ano Novo, que a cada ano atrai mais de 70.000 visitantes.
Outro evento que acontece no parque é o Ultra Music Festival, que é realizado anualmente em Março.
O parque também é o ponto de partida para passeios de barco na Baía Biscayne.